# Zipacón
Zipacón est une municipalité située dans le département de Cundinamarca, en Colombie.

## Articles connexes

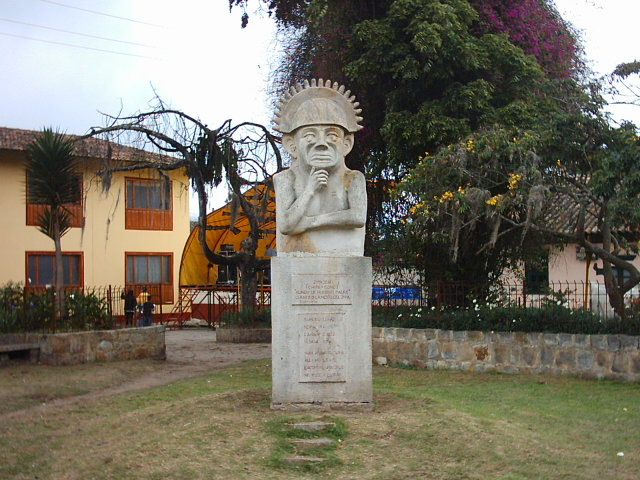
Place centrale de Zipacón : statue du Zipa